# بنجامين رايت (ملحن)
بنجامين رايت (بالإنجليزية: Benjamin Wright)‏ هو ملحن أمريكي، ولد في 11 يوليو 1946 في غرينفيل في الولايات المتحدة.

## وصلات خارجية
- بنجامين رايت على موقع ميوزك برينز (الإنجليزية)
- بنجامين رايت على موقع ديسكوغز (الإنجليزية)